# Архаков, Михаил Николаевич
Михаил Николаевич Архаков — советский политический деятель, депутат Верховного Совета СССР 1-го созыва (1938—1946).
Михаил Николаевич Архаков родился в 1905 году в станице Батлаевской, Калмыцкого района Ростовской области.

## Биография

### Политическая деятельность
Был избран депутатом Верховного Совета СССР 1-го созыва от Калмыцкой АССР в Совет Национальностей в результате выборов 12 декабря 1937 года.